# 帰ってきちゃった
『帰ってきちゃった』（かえってきちゃった）は、NHKの『ドラマ新銀河』で1993年11月15日から12月9日まで放送されたテレビドラマ。全16話。

## 概要
念願が叶い、東京の新聞社へ就職を果たしたものの、自身の故郷・新潟の支局へ記者として配属された女性の奮闘を当時の新潟県が抱えるさまざまな問題を織り交ぜながら描くテレビドラマとして放送された。

## キャスト
村田かおり
演 - 酒井法子
毎朝新聞の新人記者。
桐生
演 - 林隆三
毎朝新聞新潟支局長。
宇野
演 - 塩見三省
毎朝新聞新潟支局のデスク。
及川
演 - 中島陽典
花村弥生
演 - 中尾ミエ
「花むら」の女将。
その他
演 - 布川敏和、梨本謙次郎、実相寺吾子、浜村純、小坂一也、平栗あつみ、大森暁美、三浦浩一、田中健

## スタッフ
- 作 - 小林政広[1][2]
- 音楽 - 堀井勝美[1][2]
- 制作 - 浅野加寿子[1]
- 美術 - 田坂光善[1]
- 技術 - 宝珠山隆博[1][2]、飛地茂[1][2]
- 音響効果 - 矢島清[1]、松崎茂[1]
- 撮影 - 浪川喜一[2]、小笠原洋一[2]、椎野淳子[2]、 川邨亮[2]、 牛尾信重[2]、 棟朝幸彦[2]、 市川隆男[2]、 倉橋誠一[2]
- 照明 - 増山実[2]、 斉藤幸夫[2]
- 音声 - 板野伊和男[2]、太田進潑[2]
- 演出 - 江口浩之[1][2]、諏訪部章夫[1][2]、山神裕[1]